# Gândaras
Gândaras ist eine Gemeinde (Freguesia) im portugiesischen Kreis Lousã. In ihr leben 1111 Einwohner (Stand 19. April 2021).
Die Gemeinde entstand am 3. Juli 2001 durch Ausgliederung aus der Gemeinde Lousã.
Folgende Ortschaften liegen im Gemeindegebiet:
- Cume
- Espinheiro
- Fontainhas (Sitz der Gemeindeverwaltung)
- Moita
- Olival
- Papanata
- Rego
- Ribeira
- Santa Luzia